# Brezjani
Brezjani (bulgariska: Брежани) är ett distrikt i Bulgarien.   Det ligger i kommunen Obsjtina Simitli och regionen Blagoevgrad, i den sydvästra delen av landet, 90 km söder om huvudstaden Sofia.
I omgivningarna runt Brezjani växer i huvudsak blandskog. Runt Brezjani är det ganska glesbefolkat, med 28 invånare per kvadratkilometer.